# Rosario Bentivegna
Rosario Bentivegna (Roma, 22 de junio de 1922-Roma, 2 de abril de 2012) fue un partisano y doctor italiano. Durante la Segunda Guerra Mundial, mientras estudiaba medicina en la universidad, Bentivegna se unió al Partido Comunista Italiano y se convirtió en miembro activo de los grupos guerrilleros organizados por la Resistenza romana después de la ocupación italiana de la Alemania Nazi. Bajo el sobrenombre en clave de "Paolo", fue uno de los principales actores del ataque de Via Rasella que mató a 32 soldados del regimiento de las SS de Bozen. Después de la guerra, Bentivegna siguió siendo miembro del Partido Comunista y se casó con la también partisana Carla Capponi. Ambos promovieron su partido y las acciones del movimiento de resistencia italiano.

## Biografía
Según sus propias memorias, Bentivegna se convirtió en antifascista en 1937 tras la introducción de propaganda antisemita y legislación racista en Italia. Bentivegna fundo el Grupo trostkista para la Unificación Marxista (GUM, Gruppo di Unificazione Marxista) en 1939 junto a Corrado Nourian y Nino Baldini. Mientras estudiaba en la Universidad de Roma La Sapienza, se unió a los grupos universitarios antifavistas (GUFs).
El 23 de junio de 1941, Bentivegna participó en una manifestación de otros tres o cuatro mil estudiantes universitarios contra la derogación de la legislación que impide que los estudiantes con buena posición académica sean reclutados en el ejército. Su ideología y participación en la demostración captó la atención de la policía secreta italiana (OVRA), que lo arrestó. Bentivenga fue liberado en 1943, aunque con una advertencia de la policía, por la intercesión de un amigo, el hijo de Guido Leto, el jefe de la policía secreta. Ese mismo año, Bentivegna se unió al Partido Comunista Italiano, pero como resultado de sus inclinaciones trotskistas y su relación con Leto, la dirección del Partido no confiaba en él.